# Victoria Martín
Victoria Martín de la Cova (Madrid, 7 de novembre de 1989) és una còmica, guionista, presentadora espanyola de televisió i col·laboradora de ràdio.

## Biografia
És llicenciada en Periodisme en la Universitat Rei Joan Carles i posseeix un Màster de guió en cinema i televisió. Va completar la seva formació amb cursos especialitzats en Comunicació i Mitjans i Màrqueting i Analítica Digital.
El seu primer treball en l'audiovisual li va arribar de la mà de AMC Networks International Iberia, on va formar part del departament de comunicació. També va ser productora i locutora en M80, del grup PRISA.

## Trajectòria professional
En 2017 va crear al costat de Nacho Pérez-Pardo el canal de YouTube Living Postureo, dedicat a la paròdia de la cultura milenial. L'èxit obtingut en xarxes socials li va permetre entrar com a col·laboradora a Yu: No te pierdas nada,on interpretava el mateix paper que la va donar a conèixer en YouTube. Amb el temps, va abandonar el personatge i va començar una secció pròpia, sota el seu nom real.
En 2018 va estrenar, al costat d'Esther Gimeno i Pilar de Francisco El eje del mal, una obra de teatre centrada enen l'apoderament femení i en la qual es combinen monòlegs, esquetxos i cançons en directe.
En 2019 va començar a treballar com guionista a La resistencia, i com a col·laboradora a Las que faltaban, ambdós programes del canal #0 de Movistar. Poc després, el mateix any, va presentar Problemas del primer mundo, un programa d'Atresmedia.
El 2020 va estrenar Válidas a YouTube, una sèrie sobre dues còmiques passant un mal moment que decideixen fer-se passar per parella per a aconseguir èxit social. Està escrita i protagonitzada per Victoria Martín i Carolina Iglesias i dirigida per Nacho Pérez-Pardo. La sèrie va rebre el premi a Millor Sèrie Estatal i el Premi del Público en la VII edició del festival Carballo Interplay.
També el 2020, va crear amb Carolina Iglesias el podcast Estirando el chicle. Després d'una primera temporada acte produïda i gravada des de casa, Estirando el chicle fitxa per Podium Podcast. Després de tres temporades, Estirando el chicle figura entre els podcasts més escoltats d'Espanya en les llistes de Spotify i Apple Podcast.
Actualment, presenta al costat d'Ana Morgade, de dilluns a dijous, el programa d'Europa FM yu: no te pierdas nada. També forma part del programa de Badoo Este es el mood, en donde ya lleva tres temporadas.

## Reconeixements
L'octubre de 2021, el podcast Estirando el chicle de Martín i Carolina Iglesias emiès a Podium Podcast va rebre el PremioOndas al Millor podcast o programa d'emissió digital. Aquest reconeixement fou concedit ex aequo al podcast Deforme semanal ideal total de Radio Primavera Sound dirigit, produït i conduït per Lucía Lijtmaer i Isa Calderón.